# They-sous-Vaudemont
 They-sous-Vaudemont  là một xã thuộc tỉnh Meurthe-et-Moselle trong vùng Grand Est đông bắc nước Pháp. Xã này nằm ở khu vực có độ cao trung bình 363 mét trên mực nước biển.